# Pandanus gossweileri
Pandanus gossweileri là một loài thực vật có hoa trong họ Dứa dại. Loài này được H.St.John ex Huynh miêu tả khoa học đầu tiên năm 1987 publ. 1988.